# Modem

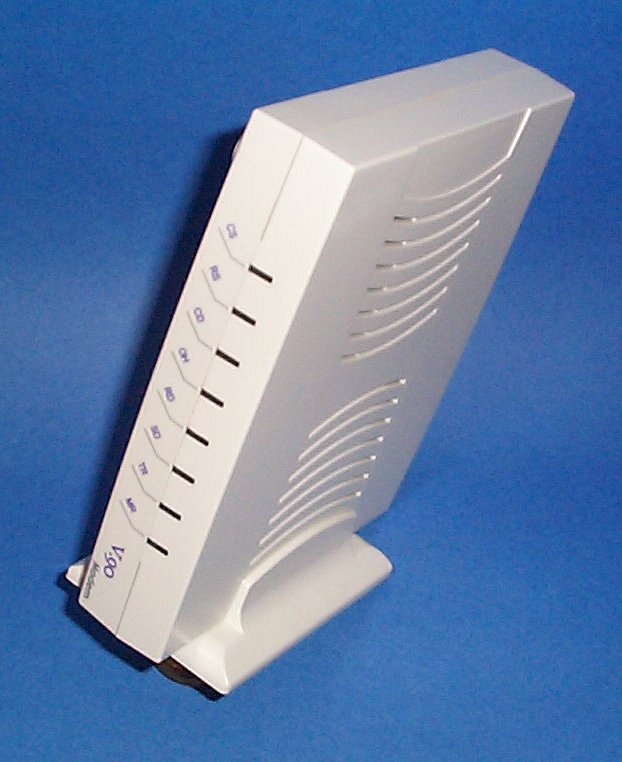
Vorderseite eines V.90-Modems

Der oder das Modem (Kofferwort aus Modulator und Demodulator) ist ein Kommunikationsgerät, um digitale Signale über weite Übertragungswege zwischen zwei digitalen Endgeräten auszutauschen. Vom sendenden Modem wird ein digitales Signal auf eine Trägerfrequenz im Hochfrequenzbereich aufmoduliert, vom empfangenden Modem wird daraus die ursprüngliche Information durch Demodulieren zurückgewonnen. Dabei arbeiten Modems des neueren Standards DSL mit höheren Trägerfrequenzen und größeren Bandbreiten auf der Telefonleitung als die Modelle nach dem älteren „Schmalband“-Standard. Der Begriff Modem war in den 1970er bis 1990er Jahren präsenter als später, weil die Benutzung eines Modems damals synonym mit online gehen war, also damit, seinen Computer mit anderen zu vernetzen.

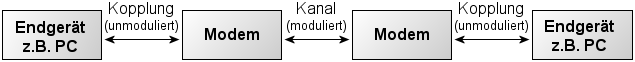
Prinzipbild zur Datenübertragung mittels Modem

## Geschichte des Modems in Deutschland
Bei der Deutschen Bundespost wurden Modulationsverfahren schon früh in der Rundfunktechnik und später in der Trägerfrequenztechnik eingesetzt (wireless modulation). Der Einsatz in der leitungsgebundenen Kommunikation (wireline modulation) begann in Deutschland 1966 mit der Vorstellung der ersten Modems durch die Deutsche Bundespost.

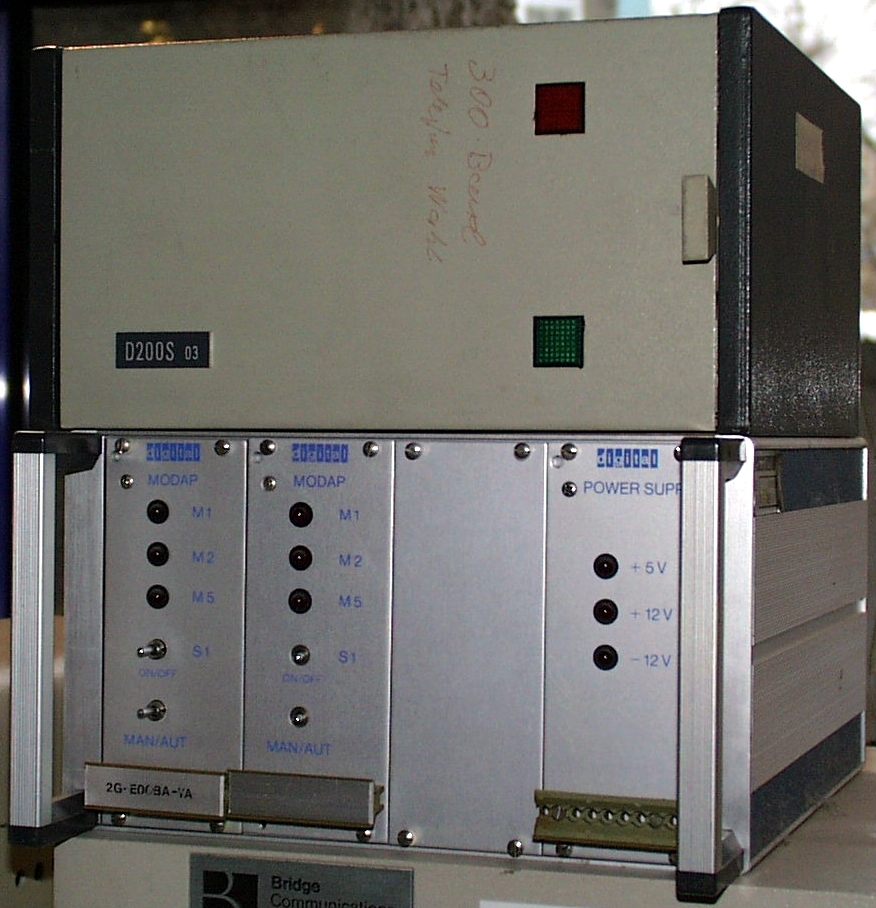
Postmodem D 200 S (oben) mit Modemadapter MODAP des Herstellers DEC

Diese Geräte hatten ein Blechgehäuse mit den Außenmaßen von etwa 60 cm × 30 cm × 20 cm und waren für die Wandmontage vorgesehen. Sie wurden Übergangsmodem D 1200 S genannt. Die Zahl 1200 stand für die maximale Übertragungsgeschwindigkeit in bit/s, der Buchstabe S für „Serielle Übertragung“ (zur Unterscheidung von Modems mit paralleler Übertragung).

Als direkte Nachfolger gab es Modems als Tischgerät mit der Bezeichnung Einheits-Postmodem D 1200 S und Einheits-Postmodem D 200 S.
Diese entsprachen den ITU-T-Empfehlungen V.23 (1200 bit/s, Halbduplex-Betrieb, Möglichkeiten eines Hilfskanals und einer synchronen Übertragung durch Einsatz einer Taktbaugruppe) bzw. V.21 (asynchrone Duplex-Übertragung mit 200 oder 300 bit/s).
Bis Mitte der 1980er Jahre war es in Deutschland wie in vielen anderen Ländern nicht erlaubt, andere als posteigene Modems an die Telefonleitung anzuschließen. Das Modem zählte als Netzabschluss, der wie die Leitung auch zum Telefonnetz und damit zum Hoheitsbereich der staatlichen Deutschen Bundespost gehörte. Als trotzdem zunehmend private Modems benutzt wurden, weil diese erheblich billiger, schneller und benutzerfreundlicher waren als die Modems der Post, ließ sich das Modem-Monopol nicht mehr aufrechterhalten und wurde 1986 aufgehoben.
Die Deutsche Bundespost verlangte außerdem, dass die an ihre Modems angeschlossenen Geräte eine Zulassung des Fernmeldetechnischen Zentralamts besaßen. Da das speziell bei größeren Rechnersystemen nur schwer zu realisieren war, gingen einige Hersteller dazu über, sogenannte Modemadapter zu bauen. Diese Geräte waren bis auf einige Leuchtdioden zum Anzeigen der Modem-Steuersignale praktisch funktionslos, erhielten aber problemlos die Zulassung (siehe Bild rechts mit dem MODAP der Firma DEC unter dem D 200 S03). Die Ziffern „03“ im Namen deutet auf eine technische Bearbeitung dieses Modems hin. Oft wurden vorhandene Geräte von der Deutschen Bundespost im Fernmeldezentralzeugamt Elmshorn umgerüstet.

## Modulationstechniken
- Telefon: ITU-T-Standards (bis 1992 CCITT)
- Kabel: Halbduplex (ein Adernpaar), Duplex (zwei Adernpaare)

## Modem-Varianten

### Wählleitungsmodem

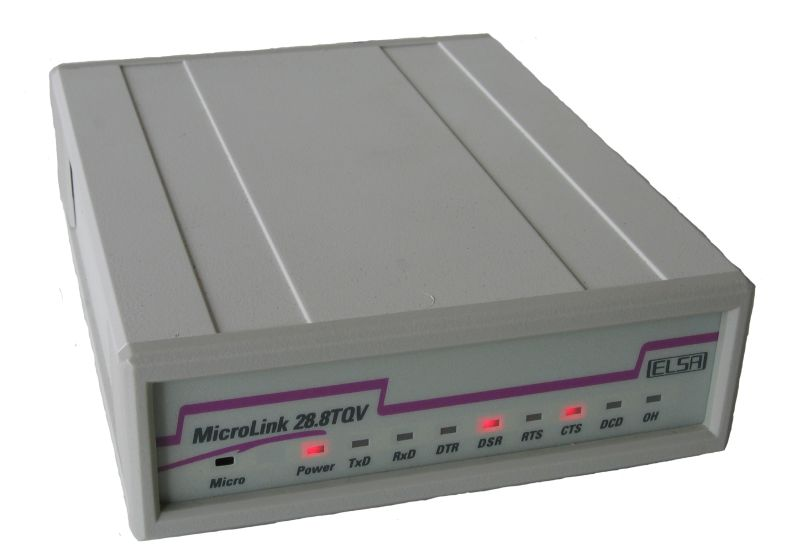
Modem „MicroLink 28.8 TQV“

Ende der 1980er Jahre gab es als Weiterentwicklung der Akustikkoppler die ersten Telefonmodems. Üblich waren hier Schrittgeschwindigkeiten von 300 Baud. Bei den ersten Modems war die Schrittgeschwindigkeit oder Symbolrate, ausgedrückt in der Einheit Baud, noch identisch mit der Datenübertragungsrate, ausgedrückt in diesem Zusammenhang oft als Bitrate in bit/s oder bps. Aus dieser damaligen Gleichheit folgte die in Folge oft falsche Gleichsetzung von Symbolrate und der Bitrate: Während die Symbolrate durch die physisch limitierte Bandbreite der Telefonanschlussleitung an ein oberes Limit bei ca. 3000 Baud stieß, konnte die erzielbare Bitrate durch effizientere digitale Modulationsverfahren und verbesserte Kanalcodierung in den Folgejahren bis zur theoretischen Grenze der Kanalkapazität der Telefonanschlussleitung gesteigert werden. Das erste Modem mit einer Bitrate von 2400 bit/s wurde 1990 auf der Cebit vorgestellt, ein Jahr später folgte das erste postzugelassene Modem mit 9600 bit/s nach dem ITU-T Standard V.32, das über Datenkompression bei nicht komprimierten Quelldaten bis zu 38400 bit/s schaffte.
Die Deutsche Bundespost erlaubte jedoch an den deutschen Telefonnetzen nur die Nutzung ihrer zugelassenen Modems, die entweder monatlich gemietet oder gekauft werden konnten. Da diese Preise deutlich die Preise anderer Modem-Hersteller übertrafen, wurden teilweise Modems anderer Hersteller illegal am deutschen Telefonnetz betrieben. 1988 kostete ein MicroLink 2400M von ELSA als Tischmodell 1950 DM. Ein MicroLink 28.8 TQV kostete 1996 etwa 280 DM.

#### Telefonmodem

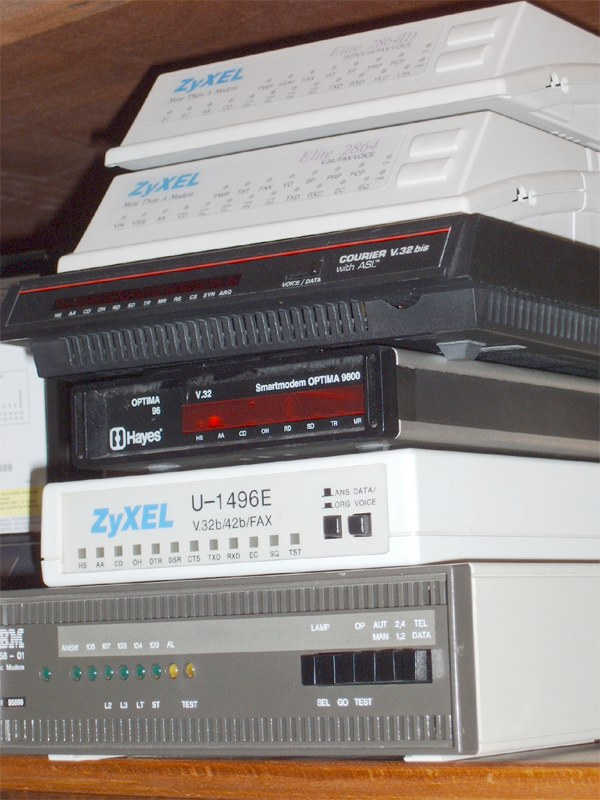
Stapel verschiedener Wählleitungsmodems

Telefonmodems für analoge Festnetzanschlüsse sind an die Besonderheiten des Telefonnetzes angepasst. Für die Übertragung steht allein das Frequenzband von 300 Hz bis 3400 Hz zur Verfügung. Anschlüsse an einer digitalen Vermittlungsstelle erweitern dieses Band auf 0 bis 4000 Hz. Die ersten Modems wurden von der ITU-T im Jahr 1964 international normiert; es handelte sich um Geräte mit einer Übertragungsgeschwindigkeit von 300 bit/s (V.21, duplex) und 1200 bit/s (V.23, halbduplex).
Die ersten Telefonmodems für den Computer-Massenmarkt wurden noch nicht elektrisch ans Telefonnetz angekoppelt, sondern stellten die Verbindung mittels geeigneter Schallwandler – der sogenannten Akustikkoppler – über den Hörer eines vorhandenen Telefons her. Dieser wurde mechanisch am Modem befestigt. Nebengeräusche führten schnell zu Übertragungsfehlern, weshalb die Schalen der Akustikkoppler oft in Kissen eingehüllt wurden. Dabei wurde mit 110 Baud, später 300 Baud mit der Frequenzumtastung (FSK) übertragen. Da die zu übertragenden Daten typischerweise gemäß den Standards für die serielle Datenübertragung auf Leitungen (V.24 bzw. RS-232) kodiert waren und Start, Stop und Parity-Bit mit übertragen wurden, ergab sich eine geringere effektive Nutzdatenrate. Diese frühen Modem-Typen mussten für die Zulassung einer Typmusterprüfung der Deutschen Bundespost unterzogen werden, was zu hohen Verkaufspreisen führte.
Durch die Realisierung von Modems mittels digitaler Signalverarbeitung konnten die erzielbaren Bitraten weiter gesteigert werden. In dieser Zeit wurde durch die Telekommunikationsfirma Hayes der heutige De-facto-Standard für Modems, der sogenannte AT-Befehlssatz, implementiert, der später von zahlreichen Herstellern übernommen und erweitert wurde. Leistungsfähigere Modulationsverfahren wie Phase Shift Keying (PSK) und Quadraturamplitudenmodulation (QAM) legten den Grundstein, es folgten Verfahren wie die Trellis-Coded Modulation (TCM), welche eine erste Form der codierten Modulation darstellt und auch in den Folgejahren bei anderen Datenübertragungsverfahren Anwendung fand. Durch laufende Messung und Aushandlung der für die Leitung und die Gegenstelle maximal möglichen Bitrate ermöglichten diese Übertragungsverfahren eine an die jeweilige Situation optimal angepasste Datenübertragungsgeschwindigkeit.
Aufgrund der immer größeren Leistungsfähigkeit der in Modem eingesetzten digitalen Signalprozessoren sowie insbesondere den Übertragungsverfahren, zum Beispiel durch Kompression, gibt es weitere Leistungsmerkmale, die aber den Grundrahmen des Modem-Konzepts sprengen. Zu nennen sind insbesondere die Fax-Funktion (Faxmodem) und die Anrufbeantworter-Funktion (Voice-Modem). Viele Modelle enthalten integrierte SIP-Adapter für IP-Telefonie (VoIP). Darüber hinaus existieren Modems mit integrierten Fax- (T.38) und E-Mail-Protokollen (POP3/SMTP) sowie Short-Message-Service-Funktionalität (SMS) zum autonomen Versand und Empfang von Nachrichten.
Im analogen Telefonnetz, in dem die Übertragungsbandbreite auf 3,1 kHz begrenzt ist, ist nach dem Shannon-Theorem die maximale Datenübertragungsrate bei üblicher Leitungsqualität auf 30 bis 40 kbit/s begrenzt. Eine Download-Datenrate von 56 kbit/s (V.90, V.92) ist im Telefonnetz nur bei einem Analoganschluss möglich, der an eine digitale Vermittlungsstelle gekoppelt ist. Dabei synchronisiert sich das Modem mit dem Wandlertakt der Vermittlung. Die sendende Gegenstelle, z. B. ein Einwahlknoten, muss dafür jedoch voll digital sein. Die Upload-Geschwindigkeit bleibt jedoch weiterhin analog begrenzt.
Modemverbindungen per Telefonnetz werden oft als Dial-Up-Verbindung bezeichnet, da vor der Herstellung der Datenverbindung ein Wählvorgang notwendig ist. Beispiele für Modemwählverbindungen sind z. B. BTX, Datex-P oder die analoge Einwahl ins Internet über einen Internet-Provider. Die ersten Einwahlen Ende der 1980er Jahre mit 300-Baud-Modems, z. B. beim WDR, fanden jedoch über die Eingabe der Telefonnummer statt. Die Einwahl per ISDN unterscheidet sich davon insofern, als dort alles digital abläuft, also nicht mehr moduliert wird und somit kein Modem mehr beteiligt ist. Dennoch wird häufig die falsche Bezeichnung ISDN-Modem für ein ISDN-Anschlussgerät oder eine ISDN-Karte verwendet. Die erste ISDN-Verbindungsmöglichkeiten wurden 1992 auf der CeBit präsentiert.
Während in der Frühphase vor allem Fernschreiberaufgaben an Modems delegiert wurden, kam es später zur Entwicklung der Mailboxszene, die mit Netzwerkprotokollen wie Kermit oder Z-Modem arbeitete. Daneben fand sich im kommerziellen Bereich X.25 als Vermittlungsschicht. Heute dominiert in der Vermittlungsschicht vor allem IP für den Datenaustausch per Telefonmodem.

#### Faxmodem

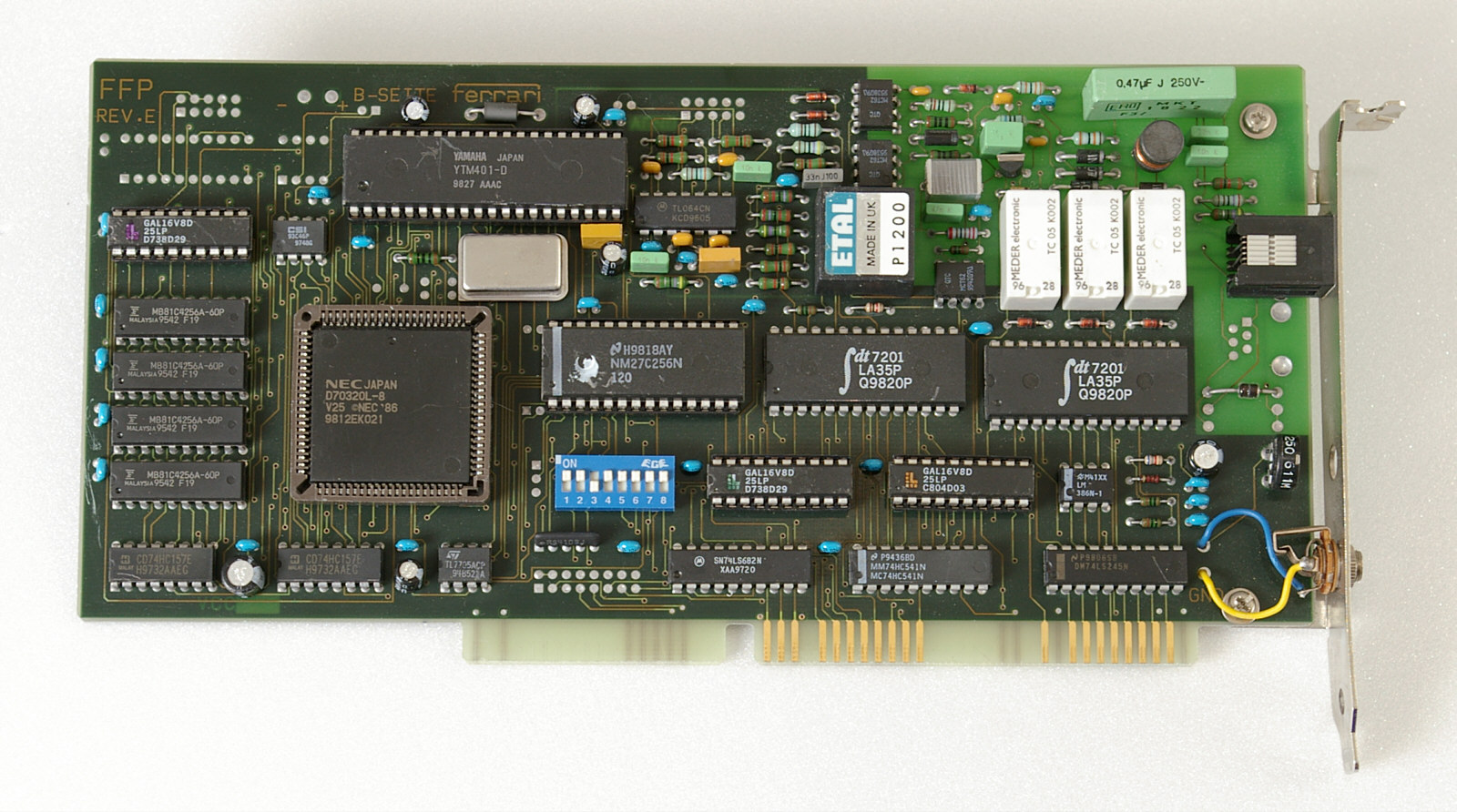
Internes Faxmodem (FerrariFax) als Steckkarte für den ISA-Bus

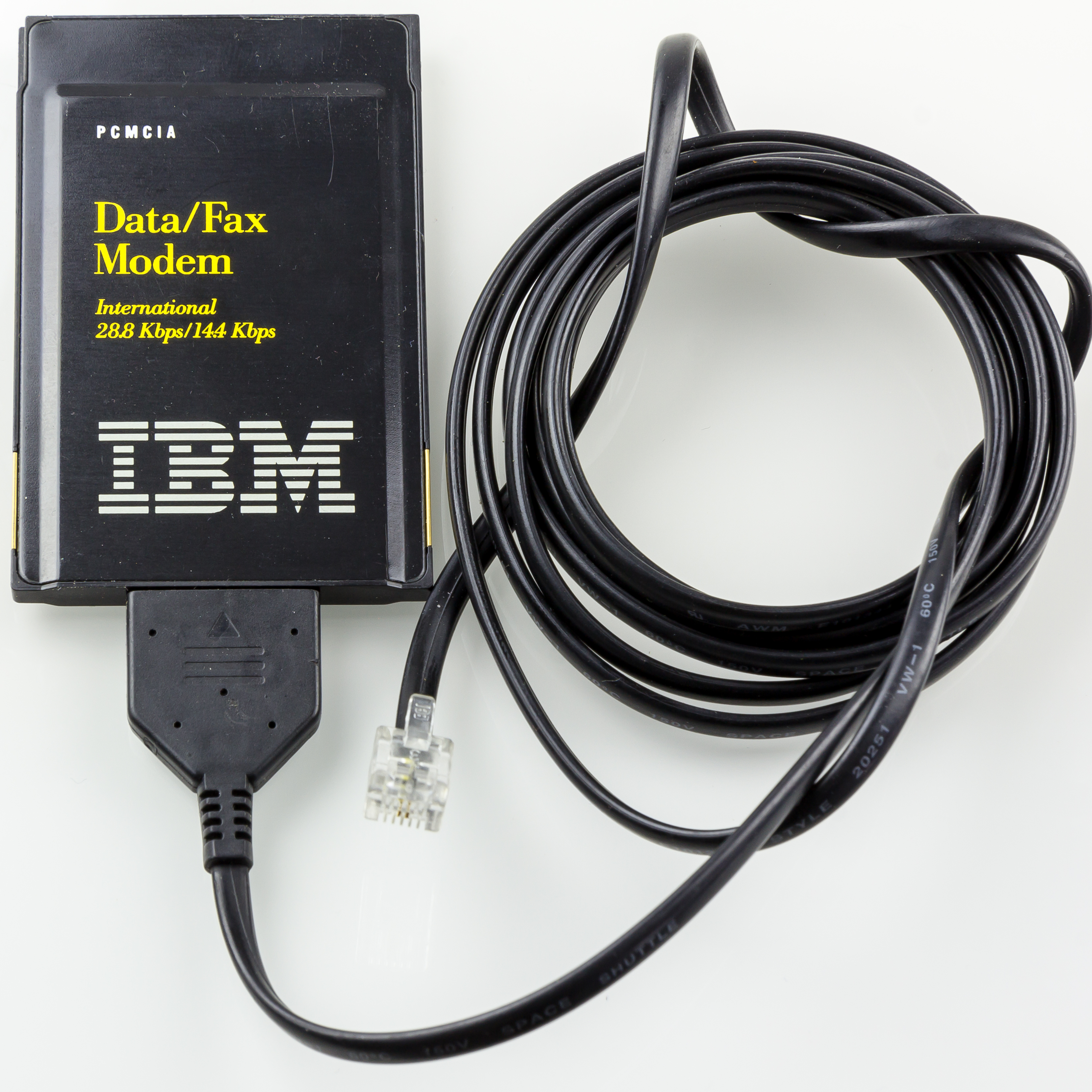
V.34 Daten-/Fax-Modem als PCMCIA-Karte für Notebooks

Faxmodems beherrschen neben der gewöhnlichen Funktion zur Datenübertragung ein Protokoll zur Übertragung von Faxen. Die meisten Faxmodems können Faxe mit 14400 bit/s übertragen. Die Übertragung erfolgt dabei über gewöhnliche Telefonleitungen.
Mit Hilfe eines Faxmodems kann ein Computer als Faxgerät verwendet werden – oft nur zum Senden, aber auch Empfangen ist möglich.

#### Rückrufmodem
Für die Fernwartung von Großrechnern und Servern gab es auch Rückrufmodems. Bei der Konfiguration des Modems wurde eine Rufnummer einprogrammiert. Wird es von außen angewählt, wird ein Passwort abgefragt. Nach Eingabe des Passworts „legt“ das Modem auf und wählt die bei der Konfiguration hinterlegte Rufnummer zurück.
Wählt ein Hacker dieses Modem an, kann er zwar eventuell das Passwort richtig eingeben, wird anschließend aber „abgehängt“, denn der Rückruf geht zum rechtmäßigen EDV-Mitarbeiter, dem die einkonfigurierte Rufnummer gehört.

#### Softmodem/Winmodem
Softmodems sind spezielle Modems, bei denen einige Teile der Hardware-Funktionalität aus Kostengründen in den Gerätetreiber ausgelagert wurden. Oft übernimmt die Soundkarte bzw. die entsprechende Baugruppe der Hauptplatine die eigentlichen Modem-Funktionen; physisch sind nur noch die Kontakte zum Telefonnetz vorhanden. Winmodems sind Softmodems, die insbesondere für Microsoft Windows hergestellt wurden. Sie funktionieren meistens nur mit den zur Zeit ihrer Herstellung aktuellen Windows-Versionen. Auf alternativen Betriebssystemen wie z. B. Linux konnten sie anfangs nicht oder nur mit Schwierigkeiten verwendet werden, da hier zunächst keine Treiber existierten.

### Standleitungsmodem

#### Standleitungsmodem
Im Gegensatz zu Telefonmodems bieten Standleitungsmodems eine Punkt-zu-Punkt-Verbindung. Sie sind also fest mit immer derselben Gegenstelle verbunden; ein Wählvorgang vor der Verbindungsaufnahme entfällt.
Standleitungen werden meistens von Banken und Großunternehmen genutzt. Vergleichbare kostengünstigere Lösungen für den Heimbereich sind meistens nur Quasi-Standleitungen, da der Anbieter oft eine Zwangstrennung der Verbindung im Tageszyklus vorsieht.
Während die Bandbreite im analogen Telefonnetz aus technisch-wirtschaftlichen Überlegungen heraus begrenzt ist, erlauben die normalen – teilweise aber zusätzlich geschirmten – Zweidraht-Telefonleitungen in diesem Fall durchaus höhere Bandbreiten.

#### DSL-Modem
DSL-Modems ermöglichen wesentlich höhere Übertragungsraten. Um das herkömmliche Telefonsignal und das zusätzliche Hochgeschwindigkeitssignal auf derselben Leitung gleichzeitig übertragen zu können, wird das Hochgeschwindigkeitssignal in einen höher gelegenen Frequenzbereich hochmoduliert, ehe beide Signale auf dieselbe Leitung gelegt werden. Auf der Empfängerseite werden die Signale durch einen sogenannten Splitter (eine Frequenzweiche) wieder getrennt und das Hochgeschwindigkeitssignal der Demodulierung im dortigen Modem zugeführt.
Gebräuchliche Datenraten bei ADSL reichen bis 25 Mbit/s im Download. Der Upload ist bei ADSL auf einen niedrigeren Wert begrenzt. Die Datenrate unterliegt bei großem Abstand zur Vermittlungsstelle aus technischen Gründen Begrenzungen. In der Vermittlungsstelle wird meistens an ein rein digitales Netzwerk-Backbone angekoppelt.

#### Glasfasermodem
Glasfasermodems (ONT-Optical Network Termination) erlauben gegenüber DSL-Modems noch deutlich höhere Übertragungsraten. Ein herkömmliches Telefonsignal kann über Glasfaser gar nicht übertragen werden (Sprachkommunikation erfolgt ausschließlich über VoIP), das Glasfasermodem stellt nur eine Datenverbindung bereit. Eingesetzt werden hierzu die Techniken AON oder PON (in Deutschland genutzte Technik).
Glasfasermodems werden typischerweise separat WAN-seitig vor einem Router installiert, da es noch nicht viele Router mit integriertem Glasfasermodem gibt. Die Verbindung wird dann nicht vom Glasfasermodem selbst, sondern vom Router aufgebaut, der mit der Vermittlungsstelle kommuniziert, während das Glasfasermodem lediglich die WAN-seitigen optischen Signale in die LAN-seitigen elektrischen Signale umsetzt und umgekehrt.

#### Kabelmodem

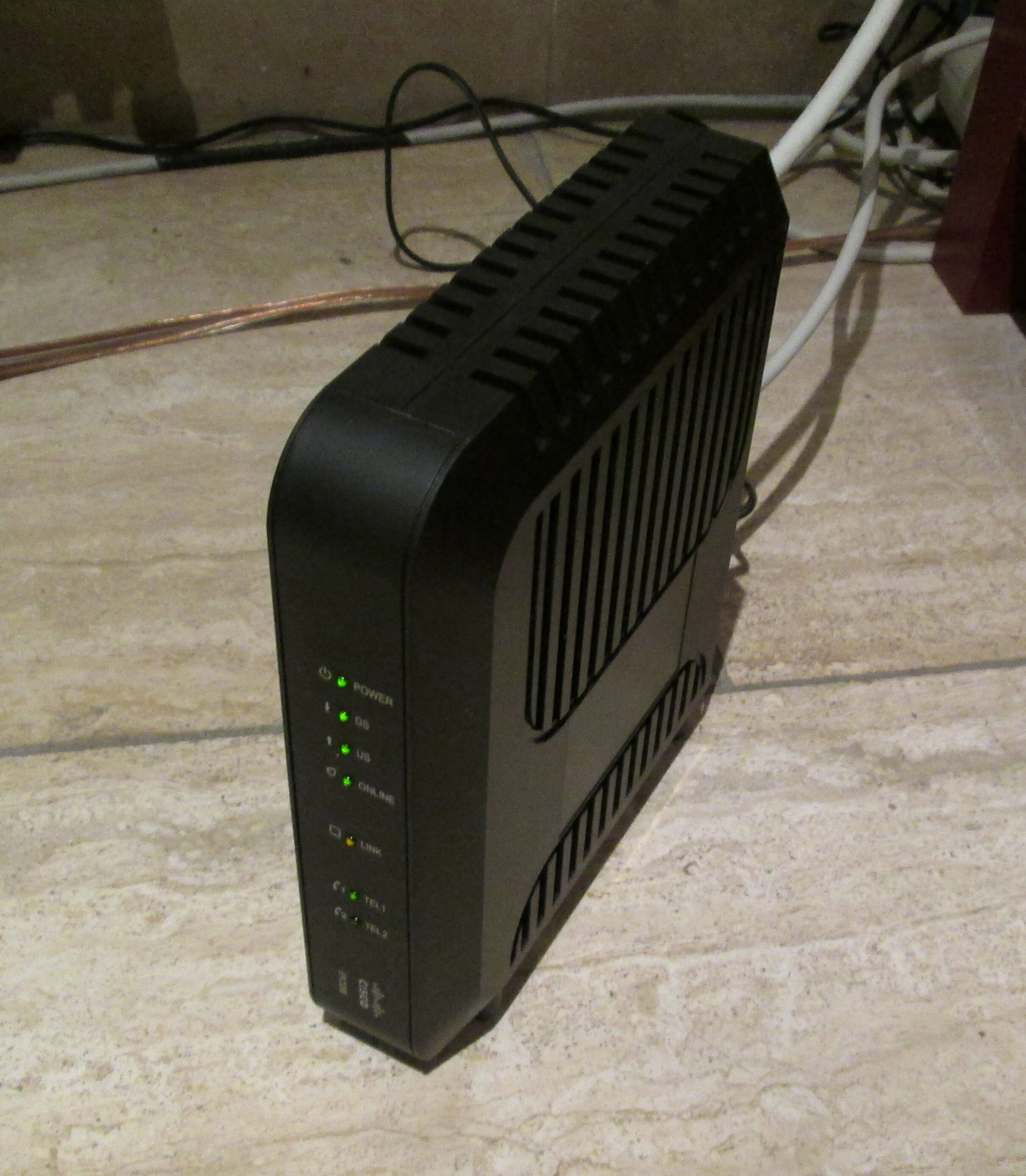
Kabelmodem von Cisco Systems

Kabelmodems für die Datenübertragung über Breitbandkabelnetze sind als eine Art Standleitungsmodem zu sehen. Früher wurde teilweise zusätzlich ein Telefonmodem verwendet, um einen Rückkanal zu ermöglichen. Diese Technik ist heute nicht mehr erforderlich, da die Kabelnetzbetreiber ihr Kabelnetz mittlerweile mit einem Rückkanal betreiben. Über Kabelmodems werden heute höhere Datenraten als bei der Datenübertragung mittels DSL-Modems angeboten. Die Kabelnetzbetreiber implementieren meist auch Telefonie über die Kabelmodems.

#### Stromleitungsmodem
Auch die Modulation von Datensignalen auf Stromleitungen ist möglich. Ein spezieller, aber einfacher Anwendungsfall ist die so genannte Rundsteuertechnik der Energieversorgungsunternehmen, mit denen z. B. die Umschaltung der Stromzähler zwischen Tag- und Nachtstrom bewerkstelligt wird.
In jüngerer Vergangenheit wurden Vermarktungsversuche für Hochgeschwindigkeitsmodems (meistens bis etwa 1 MBit/s) unter dem Sammelbegriff PLC (PowerLine Communication) unternommen, die über die Erprobungsphase nie hinauskamen und im Endeffekt nicht an das Preis-Leistungs-Verhältnis sowie die Übertragungssicherheit der DSL-Technik heranreichen konnten. Auch die durch diese Technik erzeugten HF-Störungen sind nicht unproblematisch. Die Technik nutzt dabei typischerweise zahlreiche einzelne Trägerfrequenzen im Bereich zwischen 500 kHz und 10 MHz zur Modulation und Demodulation der Nutzdaten.

### Funkmodem

#### Funkmodem
Oft sind Funkmodems in anderen Geräten – etwa in Mobiltelefonen – integriert, und der jeweilige Kanal wird mehrfach genutzt (z. B. bei Tonrufsystemen für Sprache und Daten).
Im Funkbereich existieren zahlreiche Anwendungen, mit denen Fernwirk- oder Fernsteuerungsaufgaben per Modulation gelöst werden. Ein Beispiel sind Funkfernsteuerungen im Modellbau.
Das GSM-, das UMTS-, das LTE- und das 5G-Netz benutzen für die Datenübertragung per Funk Modulationsverfahren mit digitaler Modulation, während das Vorgängersystem C-Netz noch analoge Modulation verwendete. Digital ist hierbei das Nutzsignal, das vom Modulator in ein Funksignal umgesetzt wird. Hierdurch wird die Übertragung deutlich unempfindlicher gegen Störungen, da das digitale Nutzsignal im Gegensatz zum kontinuierlichen analogen Signal nur bekannte, diskrete Werte annehmen kann, auf die der Empfänger bei (nicht zu starken) Störungen in der Übertragung noch schließen kann.

#### Satmodem

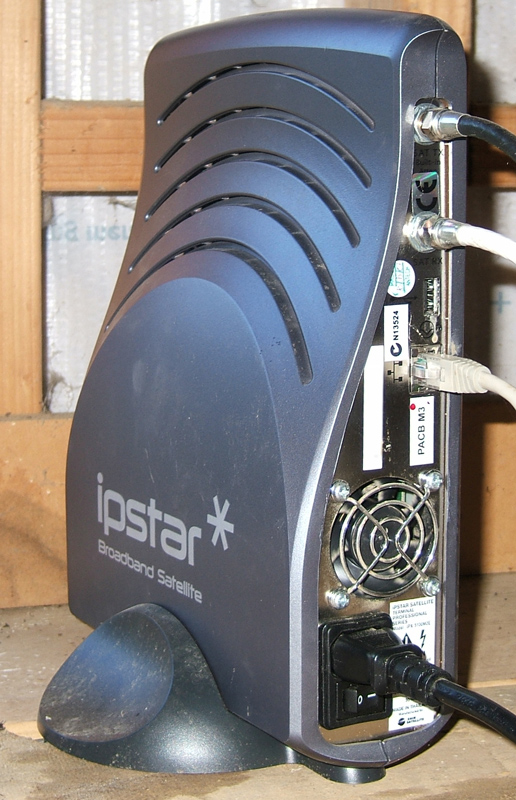
ipstar-Satellitenmodem

Satmodems oder Satelliten-Modems dienen der Datenübertragung über einen Kommunikationssatelliten. Hierfür wandeln Satelliten-Modems einen Eingangs-Bitstrom in ein Funksignal um und umgekehrt. Es gibt eine breite Palette von Satelliten-Modems, von preiswerten Geräten für den Internetzugang zu Hause bis hin zu kostspieligen multifunktionalen Geräten für den Einsatz in Unternehmen. Dabei werden Geräte, die nur einen Demodulator für das Herunterladen von Daten via Satellit besitzen, als Satelliten-Modems bezeichnet. In diesem Fall werden die hochgeladenen Daten durch ein herkömmliches Telefonmodem, DSL-Modem oder ISDN übertragen.

## Modem-Bauformen

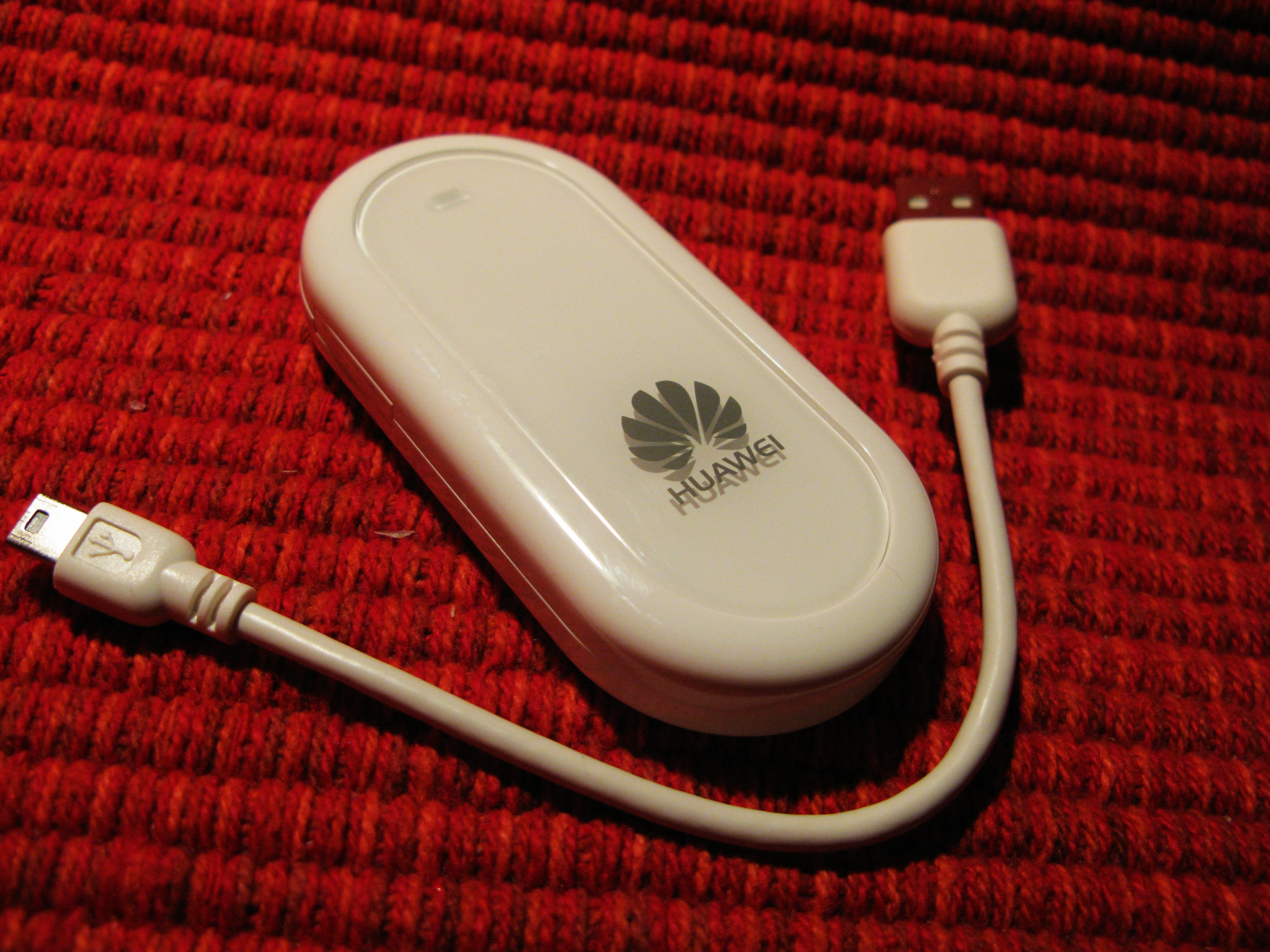
UMTS-Modem mit USB-Anschluss von Huawei

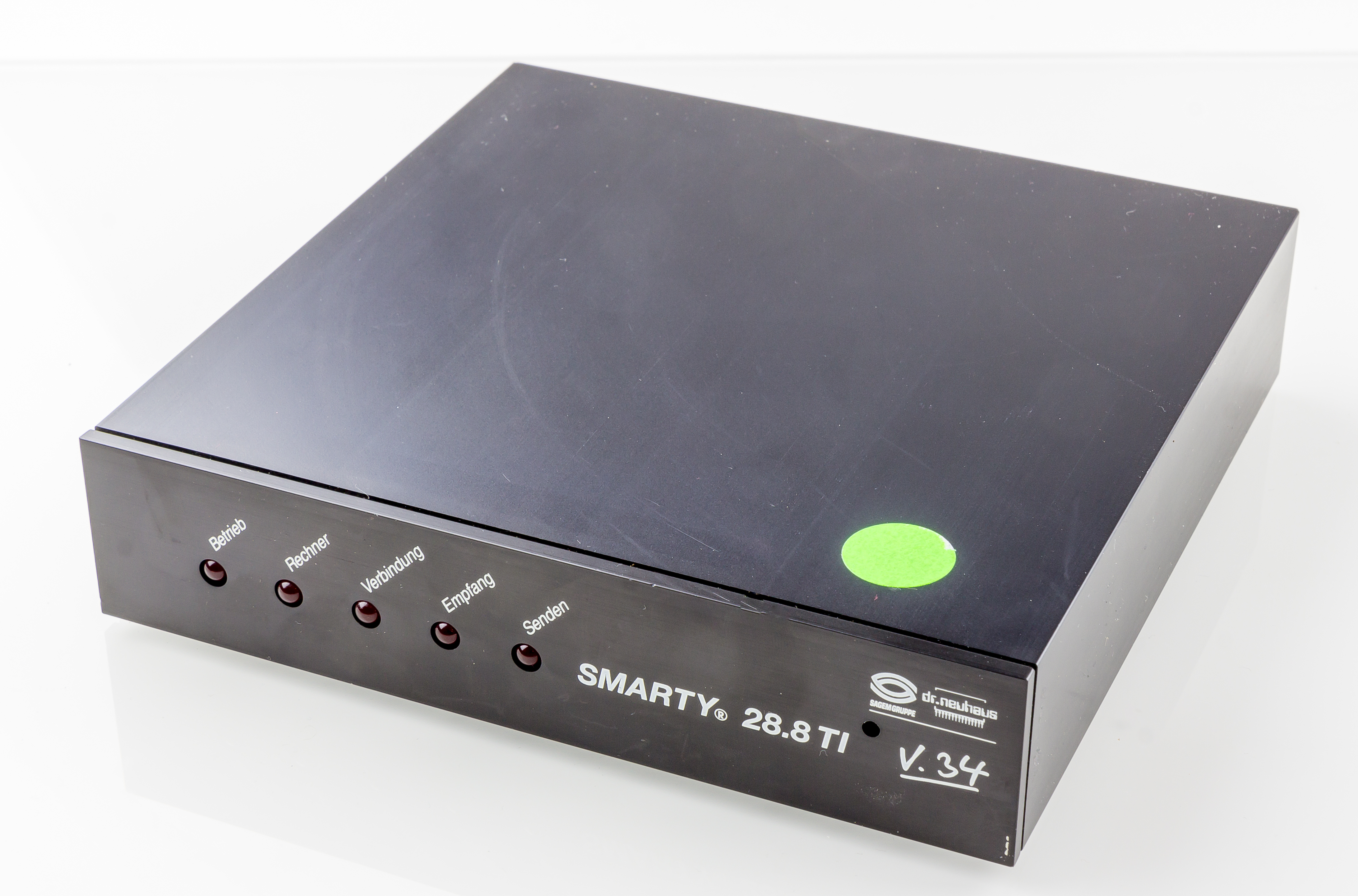
RS-232-Modem Smarty 28.8 TI von Dr. Neuhaus

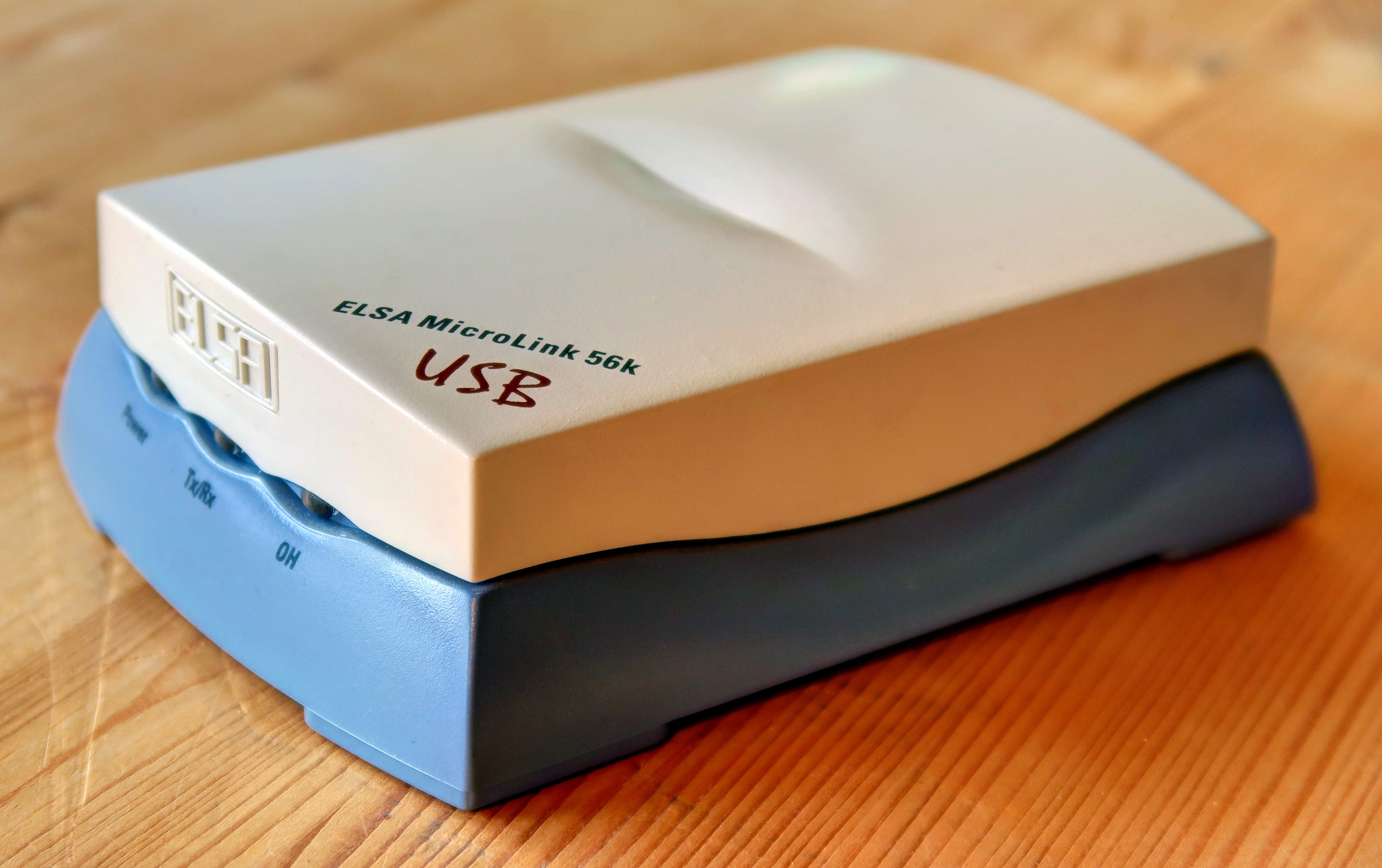
USB-Modem von ELSA MicroLink 56k (1999)

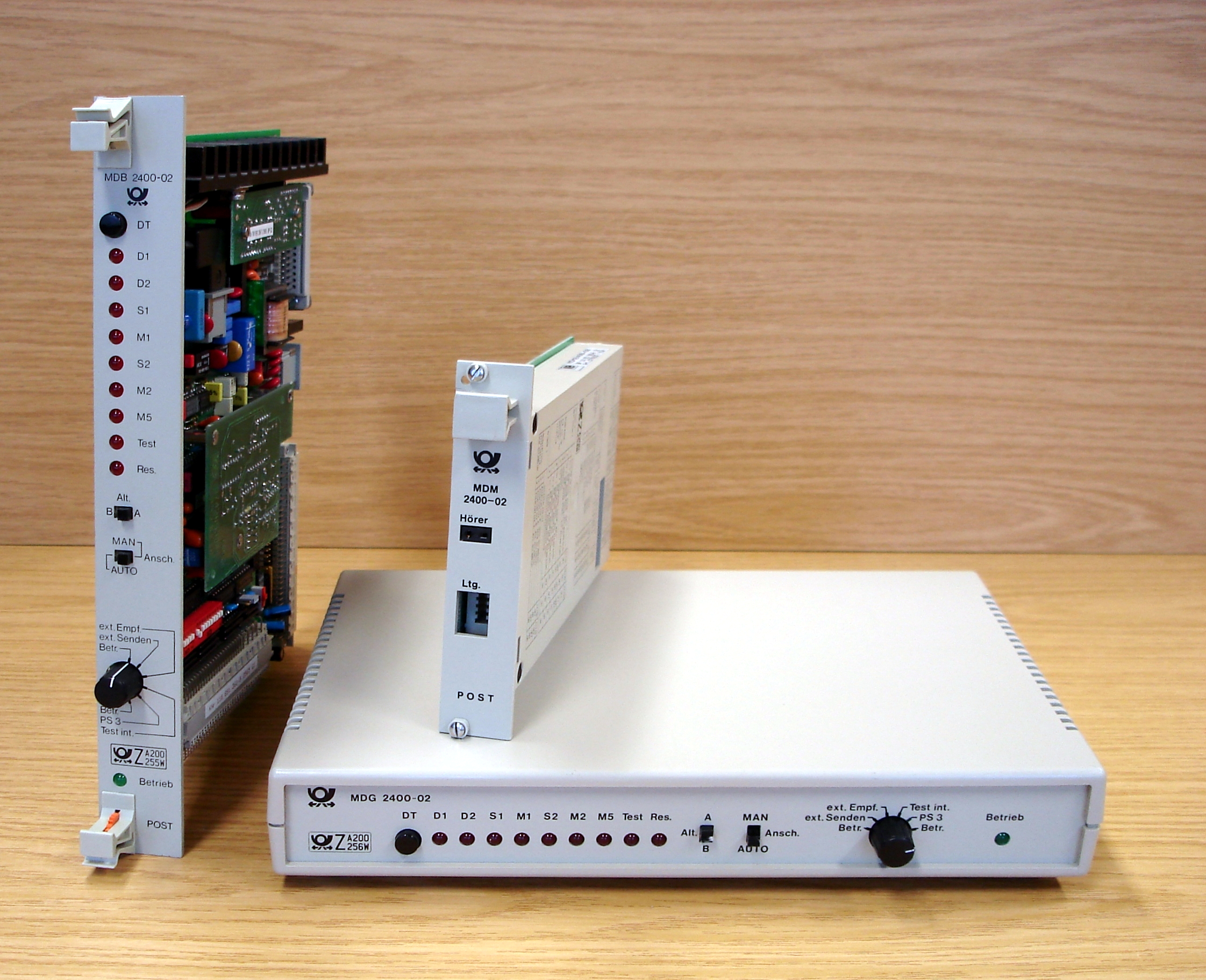
Verschiedene Bauformen des gleichen Modems

Das typische PC-Modem ist ein externes Gerät in flacher Bauform mit serieller Schnittstelle. Es wird meist per RS-232 oder zunehmend durch USB mit einem Rechner verbunden. Die Stromversorgung erfolgt normalerweise durch ein Steckernetzteil oder später über die USB-Schnittstelle.
Im professionellen Bereich gibt es eine Bauform, die den Einbau in 19-Zoll-Gehäuse erlaubt. Im industriellen Bereich hat sich für Modems ein Gehäuse für die DIN-Hutschienenmontage im Schaltschrank etabliert.
Eine alternative Bauform für Modems ist die Steckkartenform für einen standardisierten Steckplatz (i. a. PCI bei stationären PCs, Mini-PCI oder PCMCIA bei Notebooks) oder einen proprietären Sockel. Hier ist meistens noch eine zusätzliche Kapselung oder Schirmung vorhanden, um eine gegenseitige Störung von PC und Telefonleitung zu vermeiden. Der Status des Modems wird meist durch eine PC-Software angezeigt.

### Statusanzeige
Zur Statusanzeige befindet sich an der Vorderseite externer Modems oft eine Zeile mit Leuchtdioden, die den Zustand des Modems und der Schnittstellenleitungen anzeigen. Üblich sind seit dem Hayes Smartmodem mindestens folgende Funktionsanzeigen und Kürzel:
| Kürzel | Bezeichnung    | Beschreibung der Funktionsanzeige                                                                        |
| ------ | -------------- | --- |
| AA     | Auto-Answer    | Eingehende Anrufe werden automatisch angenommen und eine Datenverbindung initiiert.                      |
| CD     | Carrier Detect | Eine Verbindung zum entfernten Modem wurde festgestellt.                                                 |
| OH     | Off Hook       | Die Telefonleitung ist offen (abgenommen).                                                               |
| RD     | Receive Data   | Der Computer empfängt Daten vom Modem.                                                                   |
| SD     | Send Data      | Der Computer sendet Daten zum Modem.                                                                     |
| TR     | Terminal Ready | Das Data Terminal Ready Signal (DTR) liegt vor und zeigt damit eine stehende Verbindung zum Computer an. |
| MR     | Modem Ready    | Das Modem ist eingeschaltet.                                                                             |

## Hersteller von Modem-Hardware
- Arris International
- AVM GmbH (Fritz!Box)
- Bausch Datacom, 1990 Hersteller der ersten Niedrigpreis-Modems für die Firma Vobis
- Baycom, Hersteller von Amateurfunk-Modems
- Cisco Systems
- Compal
- Conexant (ehemals Rockwell), liefert insbesondere OEM-Chipsätze
- ConiuGo Hersteller von industriellen Mobilfunk Modems (seit 1998)
- Creatix
- devolo, aus der ELSA AG hervorgegangen
- Diamond Multimedia, mit der Marke Supra und Modellen wie Supra Express
- Dr. Neuhaus, mit den Modems der Smarty- und FURY-Reihe, neben ELSA einer der ersten Hersteller von Modems mit Postzulassung für den Privatanwender (seit 1988)
- ELSA AG
- FlexDSL Telecommunications AG, Hersteller industrieller Modems
- Hayes Microcomputer Products, erfand den AT-Befehlssatz und damit die Möglichkeit Modems extern via RS-232 anzubinden. Das Hayes Stack Smartmodem war 1981 das erste dieser Bauart.
- Hitron
- IBM
- Keymile[8]
- miro
- Motorola
- Phoenix Contact, Hersteller industrieller Modems
- Qualcomm[9]
- RAD Data Communications, Hersteller industrieller Modems
- Siemens, Hersteller industrieller Modems
- Scientific Atlanta, seit 2005 eine Tochtergesellschaft von Cisco Systems
- Sprint Nextel, US-amerikanische Telefongesellschaft
- Technicolor
- Telebit, deren „TrailBlazer“ hatte ein ähnliches Modulationsverfahren wie heute DSL
- Tixi.Com, Hersteller industrieller Modems
- Ubee
- U.S. Robotics/3Com, mit der Marke Courier
- Westermo, Hersteller industrieller Modems
- ZyXEL